# Velký bratr (Glee)
Velký bratr (v anglickém originále Big Brother) je patnáctá epizoda a první jarní epizoda třetí série amerického hudebního televizního seriálu Glee. Epizodu napsal Michael Hitchcock, režíroval Eric Stoltz a poprvé se vysílala ve Spojených státech dne 10. dubna 2012 na televizním kanálu Fox. V epizodě se poprvé objeví speciální hostující hvězda, herec Matt Bomer v roli Coopera Andersona, staršího bratra Blaina Andersona (Darren Criss). Dále ještě obsahuje prozrazení, jak vážně je zraněná Quinn Fabray (Dianna Agron), která na konci předchozí epizody se ocitla v autonehodě.
Epizoda získala smíšené a pozitivní recenze a mnoho kritiků chválilo výkon Matthewa Bomera jako staršího bratra Andersona. Recenzenti byli rozdílní ve svých názorech ohledně Quinniny dějové linie, ačkoliv byla na vozíku, tak se našel velký počet příznivých komentářů ohledně jejích scén s Artiem, který byl jejím mentorem při zvykání si na vozík. Jejich dvěma společným písním se dostalo smíšených ohlasů a neumístily se v hitparádách. V kontrastu s tím, cover písně "Somebody That I Used to Know", v podání Matta Bomera a Darrena Crisse, získal nadšené reakce a během prvního týdne vydání prodal ve Spojených státech přes 152 000 digitálních kopií. Tato píseň se umístila v žebříčku Billboard Hot 100, stejně jako další jejich duet, mashup písní "Hungry Like the Wolf" a "Rio". Tyto dvě písně, společně s Crissovou sólovou písní "Fighter", se umístily v hitparádě Billboard Canadian Hot 100.
V původním vysílání epizodu sledovalo 6,76 milionů amerických diváků a získala 2,7/8 Nielsenova ratingu/podílu na trhu ve věkové skupině od osmnácti do čtyřiceti devíti let. Celková sledovanost epizody znatelně klesla oproti předchozí epizodě, zimnímu finále, s názvem Hned jsem tam, která se poprvé vysílala o sedm týdnů dříve.

## Děj epizody

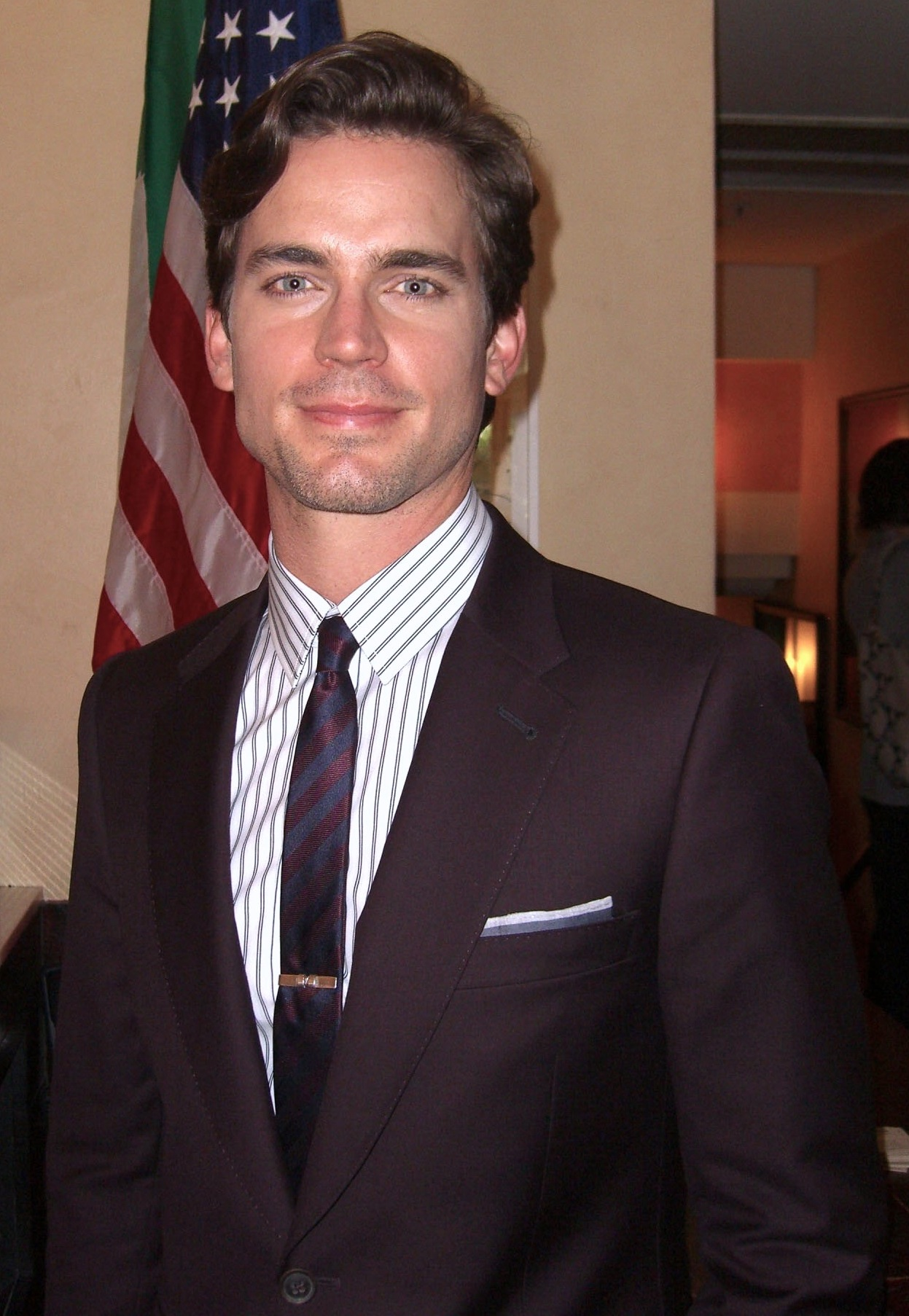
Matt Bomer (na obrázku) se v epizodě poprvé objevuje jako Blainův starší bratr Cooper Anderson

Quinn (Dianna Agron) je po automobilové nehodě upoutána dočasně na vozík, protože utrpěla komplikované zranění páteře. Vrací se do školy a ve sboru společně s Artiem (který je také na vozíku) zpívá "I'm Still Standing" a řekne jim, že je šťastná, že nehodu přežila a že by jí neměli litovat: stále má cit v nohách a plánuje, že se v brzké době úplně uzdraví.
Ředitel Figgins (Iqbal Theba) sděluje Sue (Jane Lynch), že trenérka plavání Roz Washington (NeNe Leakes) je nyní se Sue spolu trenérkou roztleskávaček. Sue uzavře s Figginsem dohodu: když pomůže New Directions vyhrát národní kolo soutěže sborů, tak může opět převzít plnou kontrolu nad roztleskávačkami. Sue nabídne Willovi (Matthew Morrison) svou pomoc a bere si na starost taneční zkoušky. Je k nim velice tvrdá a urážlivá, což členy sboru rozzlobí.
Cooper Anderson (Matt Bomer), Blainův (Darren Criss) starší bratr a herec v televizních reklamách, navštěvuje střední školu Williama McKinleyho a Blainův přítel Kurt (Chris Colfer) a Sue s ním jednají jako s celebritou. Blaine je nešťastný, když poté, co s Cooperem zazpívají mashup dvou písní Duran Duran, "Hungry Like the Wolf" a "Rio", tak má Cooper před celým sborem výhrady k Blainově zpěvu. Sue najímá Coopera, aby pro sbor zorganizoval lekce herectví, což se ukáže, že bude tak špatné, jak Blaine očekával. Horší je, když Cooper neustále kritizuje Blainovo herectví ve scénce v kurzu.
Většina z New Directions jde na oslavu do zábavního parku Six Flags, ale Artie bere Quinn do skate parku navrženého pro osoby se zdravotním postižením, aby si také mohli užít sporty. Quinn se skvěle baví, ale když Artie zmíní možnost, že by mohla na vozíku zůstat navždy, tak ho Quinn ujistí, že ví, že bude opět chodit. Quinn později asistuje člen náboženského kroužku, Joe (Samuel Larsen), který se za ní modlil. Quinn se rozhodne ho podpořit, aby se připojil ke sboru.
Sue jde k lékaři, aby zjistila pohlaví svého dítěte, společně s Emmou (Jayma Mays) a Willem. Lékař řekne Sue, že bude mít holčičku, ale její amniocentéza ukazuje některé "nesrovnalosti". Sue později řekne roztleskávačce Becky (Lauren Potter), která trpí Downovým syndromem, že Suino dítě bude "přesně jako ona"; Becky radí Sue, aby se naučila být trpělivá. Sue řekne sboru, že její drné metody budou pokračovat až do té doby, než dají do svého výkonu všechno.
Puck (Mark Salling) chce, aby se Finn (Cory Monteith) k němu připojil v byznysu s čištěním bazénů v Kalifornii. Finn má ze začátku námitky, ale později se o této možnosti zmíní před svou snoubenkou Rachel (Lea Michele) jako alternativu k New Yorku. Rachel je zděšená a řekne mu, že ho potřebuje v New Yorku. On jí odpoví, že si musí být jistý, že ho miluje proto, jaký je, ne proto, jakého ho chce mít.
Kurt naléhá na Blaina, aby to nevzdal s Cooperem, který na něj čeká v posluchárně. Blaine zpívá emocionální píseň "Somebody That I Used to Know" a později zpívá i Cooper s ním. Cooper se Blainovi omlouvá a řekne mu, že vždy věděl, jak moc je Blaine talentovaný. Ti dva se dohodnou, že budou kamarády, stejně jako bratry.

## Seznam písní
- "I'm Still Standing"
- "Hungry Like the Wolf / Rio"
- "Fighter"
- "Up Up Up"
- "Somebody That I Used to Know"

## Hrají
| Dianna Agron      | Quinn Fabray          |
| Chris Colfer      | Kurt Hummel           |
| Darren Criss      | Blaine Anderson       |
| Jane Lynch        | Sue Sylvester         |
| Jayma Mays        | Emma Pillsburry       |
| Kevin McHale      | Artie Abrams          |
| Lea Michele       | Rachel Berry          |
| Cory Monteith     | Finn Hudson           |
| Heather Morris    | Brittany Pierce       |
| Matthew Morrison  | William Schuester     |
| Amber Riley       | Mercedes Jones        |
| Naya Rivera       | Santana Lopez         |
| Mark Salling      | Noah „Puck“ Puckerman |
| Harry Shum mladší | Mike Chang            |
| Jenna Ushkowitz   | Tina Cohen-Chang      |